# Centre médical Wolfson
 (janvier 2018).
Le Centre Médical Wolfson (en hébreu: מרכז רפואי וולפסון) (translittération : Merkaz Refui Wolfson) est un hôpital dans la ville de Holon, Israël. l'Hôpital Wolfson est dans la région métropolitaine de Tel Aviv, dans le District de Tel-Aviv, dans un quartier où il y a une population de près d'un demi-million d'habitants. Le centre est classé comme le neuvième plus grand hôpital en Israël. Le centre médical a été fondé avec l'aide de la Fondation Wolfson et est nommé en honneur de Lady Edith Specterman Wolfson, l'épouse d'Isaac Wolfson.

## Histoire
Le centre médical de Holon a été ouvert au public en 1980, à la frontière sud de Tel Aviv - Jaffa. Le centre est passé de 342 lits à plus de 650 en 2007, avec 30 lits supplémentaires pour les patients ambulatoires.

## Services
Les départements du Centre médical Wolfson sont affiliés à l'école de médecine Sackler, l'Université de Tel-Aviv et supervisent les étudiants universitaires. Le centre emploie plus de 100 médecins qui effectuent plusieurs emplois à l'université et y travaillent en tant que professeurs. Des étudiants proviennent également des États-Unis, du Royaume-Uni, de la Chine, de l'Italie, de l'Éthiopie, du Ghana, de l'Équateur, de la Bulgarie, du Honduras et de la République de Géorgie. Le centre médical publie régulièrement des articles académiques dans des revues locales et étrangères.